# Abulites (genus)
Abulites is een geslacht van wantsen uit de familie van de Acanthosomatidae (Kielwantsen). Het geslacht werd voor het eerst wetenschappelijk beschreven door Carl Stål in 1876.

## Soorten
Het genus bevat de volgende soorten:

- Abulites fuscosparsus (Stål, 1853)
- Abulites sparsus (Germar, 1837)